# Constantin von Ettingshausen
Constantin von Ettingshausen (Viena, 16 de junho de 1826 – Graz, 1 de fevereiro de 1897) foi um botânico austríaco conhecido por seus estudos paleobotânicos da flora do período terciário. Ele era filho do físico Andreas von Ettingshausen.

## Biografia
Em 1848 graduou-se como doutor em medicina em Viena e, em 1854, tornou-se professor de botânica e história natural na academia militar médica e cirúrgica daquela cidade. Em 1871 foi eleito professor de botânica em Graz, cargo que manteve até o fim da vida.
A partir de 1876, ele fez repetidas visitas a Londres, onde organizou coleções no Museu de História Natural. Ele se destacou por suas pesquisas nas floras terciárias de várias partes da Europa e nas floras fósseis da Austrália e da Nova Zelândia. O extinto gênero Ettingshausenia (família Vitaceae) foi batizado em sua homenagem por August Wilhelm Stiehler (1857).

## Publicações
- Physiotypia plantarum austriacarum (with Alois Pokorny), 1856 –.
- Physiographie der Medicinal Pflanzen (1862).
- Die Farnkruter der Jetztwelt zur Untersuchung and Bestimmung der in den Formationen der Erdrinde eingeschiossenen Uberreste von vorweltlichen Arten dieser Ordnung nach dem Flächen-Skelet bearbeitet (1865).
- A Monograph of the British Eocene Flora (with John Starkie Gardner), vol. 1. Filices, 1879-82. -- vol. 2. Gymnospermæ, by J. Gardner. 1883-86.
- Contributions to the Tertiary flora of Australia (translated by Arvid Neilson, 1888).
- Contributions to the knowledge of the fossil flora of New Zealand (translated by C. Juhl, 1890).[5]